# Врсте храста
Род храст (лат. Quercus) садржи велики број врста, према неким изворима око 600.
Списак признатих врста и њихових синонима видети на The Plant List Архивирано на веб-сајту  (5. мај 2019).

## Врсте
- Q. acatenangensis
- Q. acerifolia
- Q. acherdophylla
- Q. acrodonta
- Q. aculcingensis
- Q. acuta
- Q. acutifolia
- Q. acutissima
- Q. aerea
- Q. afares
- Q. affinis
- Q. agrifolia
- Q. ajoensis
- Q. alba
- Q. albicaulis
- Q. albocincta
- Q. aliena
- Q. alnifolia
- Q. alpescens
- Q. aquifolioides
- Q. arbutifolia
- Q. argentata
- Q. argyrotricha
- Q. aristata
- Q. arizonica
- Q. arkansana
- Q. asymmetrica
- Q. aucheri
- Q. augustinii
- Q. auricoma
- Q. austrina
- Q. austrocochinchinesis
- Q. austroglauca
- Q. baloot
- Q. bambusifolia
- Q. baronii
- Q. baruensis
- Q. bawanglingensis
- Q. bella
- Q. benthamii
- Q. berberidifolia
- Q. bicolor
- Q. blakei
- Q. boyacensis
- Q. boyntonii
- Q. brachystachys
- Q. braianensis
- Q. brandegeei
- Q. brandisiana
- Q. brantii
- Q. brenesii
- Q. brevicalyx
- Q. breviradiata
- Q. buckleyi
- Q. bumelioides
- Q. camusiae
- Q. canariensis
- Q. canbyi
- Q. candicans
- Q. carmenensis
- Q. castanea
- Q. castaneifolia
- Q. cedrosensis
- Q. cerris
- Q. championii
- Q. chapensis
- Q. chapmanii
- Q. chenii
- Q. chevalieri
- Q. chihuahuensis
- Q. chingsiensis
- Q. chrysocalyx
- Q. chrysolepis
- Q. chrysotricha
- Q. chungii
- Q. ciliaris
- Q. coahuilensis
- Q. coccifera
- Q. cocciferoides
- Q. coccinea
- Q. coffeicolor
- Q. colombiana
- Q. concentrica
- Q. conduplicans
- Q. congesta
- Q. conspersa
- Q. convallata
- Q. conzattii
- Q. copeyensis
- Q. cornelius-mulleri
- Q. cortesii
- Q. costaricensis
- Q. crassifolia
- Q. crassipes
- Q. crispifolia
- Q. crispipilis
- Q. crispula
- Q. cualensis
- Q. cupreata
- Q. daimingshanensis
- Q. dalechampii
- Q. dankiaensis
- Q. davidsoniae
- Q. delavayi
- Q. delgadoana
- Q. delicatula
- Q. deliquescens
- Q. dentata
- Q. depressa
- Q. depressipes
- Q. deserticola
- Q. devia
- Q. dinghuensis
- Q. disciformis
- Q. diversifolia
- Q. dolicholepis
- Q. dongfangensis
- Q. douglasii
- Q. dumosa
- Q. durata
- Q. duratifolia
- Q. durifolia
- Q. dussaudii
- Q. edithae
- Q. eduardi
- Q. edwardsiae
- Q. elevaticostata
- Q. ellipsoidalis
- Q. elliptica
- Q. elmeri
- Q. emoryi
- Q. engelmannii
- Q. engleriana
- Q. eugeniifolia
- Q. eumorpha
- Q. fabri
- Q. faginea
- Q. falcata
- Q. fimbriata
- Q. flagellifera
- Q. fleuryi
- Q. flocculenta
- Q. floribunda
- Q. frainetto
- Q. franchetii
- Q. fructiseptata
- Q. frutex
- Q. fuliginosa
- Q. fulva
- Q. fulvisericea
- Q. furfuracea
- Q. fusiformis
- Q. gaharuensis
- Q. galeanensis
- Q. galeottii
- Q. gambelii
- Q. gambleana
- Q. garryana
- Q. gemelliflora
- Q. geminata
- Q. gentryi
- Q. georgiana
- Q. germana
- Q. gilliana
- Q. gilva
- Q. glabrescens
- Q. glauca
- Q. glaucescens
- Q. glaucoides
- Q. gomeziana
- Q. gracilenta
- Q. graciliformis
- Q. gracilior
- Q. gravesii
- Q. greggii
- Q. griffithii
- Q. grisea
- Q. guajavifolia
- Q. guangtriensis
- Q. gulielmitreleasei
- Q. gussonei
- Q. hainanica
- Q. handeliana
- Q. hartwissiana
- Q. havardii
- Q. helferiana
- Q. hemisphaerica
- Q. hildebrandii
- Q. hinckleyi
- Q. hintonii
- Q. hintoniorum
- Q. hirtifolia
- Q. hondae
- Q. hui
- Q. humboldtii
- Q. hypargyrea
- Q. hypoleucoides
- Q. hypophaea
- Q. hypoxantha
- Q. ichnusae
- Q. ignaciensis
- Q. ilex
- Q. ilicifolia
- Q. iltisii
- Q. imbricaria
- Q. incana
- Q. infectoria
- Q. inopina
- Q. insignis
- Q. intricata
- Q. invaginata
- Q. irazuensis
- Q. ithaburensis
- Q. jenseniana
- Q. jinpinensis
- Q. john-tuckeri
- Q. jonesii
- Q. kelloggii
- Q. kerangasensis
- Q. kerrii
- Q. kinabaluensis
- Q. kingiana
- Q. kiukiangensis
- Q. kongshanensis
- Q. kontumensis
- Q. kotschyana
- Q. kouangsiensis
- Q. laceyi
- Q. laeta
- Q. laevis
- Q. lamellosa
- Q. lanata
- Q. lancifolia
- Q. langbianensis
- Q. laurifolia
- Q. laurina
- Q. laxa
- Q. leiophylla
- Q. lenticellata
- Q. leucotrichophora
- Q. liaoi
- Q. libani
- Q. liboensis
- Q. liebmannii
- Q. lineata
- Q. litseoides
- Q. lobata
- Q. lobbii
- Q. lodicosa
- Q. longinux
- Q. longispica
- Q. longistyla
- Q. look
- Q. lowii
- Q. lungmaiensis
- Q. lusitanica
- Q. lyrata
- Q. macdougallii
- Q. macranthera
- Q. macrocalyx
- Q. macrocarpa
- Q. macrolepis
- Q. macvaughii
- Q. magnoliifolia
- Q. margaretta
- Q. marilandica
- Q. marlipoensis
- Q. martinezii
- Q. matagalpana
- Q. meihuashanensis
- Q. merrillii
- Q. mespilifolioides
- Q. mexicana
- Q. michauxii
- Q. microphylla
- Q. minima
- Q. miquihuanensis
- Q. miyagii
- Q. mohriana
- Q. mongolica
- Q. monimotricha
- Q. monnula
- Q. montana
- Q. morii
- Q. motuoensis
- Q. muehlenbergii
- Q. mulleri
- Q. myrsinifolia
- Q. myrtifolia
- Q. nanchuanica
- Q. nigra
- Q. ningangensis
- Q. ningqianensis
- Q. nivea
- Q. nixoniana
- Q. oblongifolia
- Q. obovatifolia
- Q. obtusata
- Q. oglethorpensis
- Q. oidocarpa
- Q. oleoides
- Q. oocarpa
- Q. opaca
- Q. oreocantabrica
- Q. oxyodon
- Q. oxyphylla
- Q. pachyloma
- Q. pacifica
- Q. pagoda
- Q. palmeri
- Q. palustris
- Q. panamandinaea
- Q. pannosa
- Q. parvula
- Q. patelliformis
- Q. patkoiensis
- Q. pauciradiata
- Q. peduncularis
- Q. peninsularis
- Q. pentacycla
- Q. percoriacea
- Q. perpallida
- Q. petelotii
- Q. petraea
- Q. phanera
- Q. phellos
- Q. phillyreoides
- Q. pilicaulis
- Q. pinbianensis
- Q. pinnativenulosa
- Q. planipocula
- Q. platycalyx
- Q. poilanei
- Q. polymorpha
- Q. pontica
- Q. potosina
- Q. praeco
- Q. pringlei
- Q. prinoides
- Q. pseudoverticillata
- Q. pubescens
- Q. pumila
- Q. pungens
- Q. purulhana
- Q. pyrenaica
- Q. quangtriensis
- Q. radiata
- Q. rapurahuensis
- Q. rehderiana
- Q. repanda
- Q. resinosa
- Q. rex
- Q. robur
- Q. robusta
- Q. rotundifolia
- Q. rubra
- Q. rubramenta
- Q. rugosa
- Q. runcinatifolia
- Q. rupestris
- Q. rysophylla
- Q. sadleriana
- Q. salicifolia
- Q. salicina
- Q. saltillensis
- Q. sapotifolia
- Q. saravanensis
- Q. sartorii
- Q. schottkyana
- Q. scytophylla
- Q. sebifera
- Q. segoviensis
- Q. semecarpifolia
- Q. semiserrata
- Q. semiserratoides
- Q. senescens
- Q. serrata
- Q. sessilifolia
- Q. setulosa
- Q. shangxiensis
- Q. shennongii
- Q. shingjenensis
- Q. shumardii
- Q. sichourensis
- Q. sideroxyla
- Q. similis
- Q. sinuata
- Q. skinneri
- Q. spinosa
- Q. splendens
- Q. steenisii
- Q. stellata
- Q. stenophylloides
- Q. stewardiana
- Q. striatula
- Q. suber
- Q. subhinoidea
- Q. subsericea
- Q. subspathulata
- Q. sumatrana
- Q. tarahumara
- Q. tardifolia
- Q. tarokoensis
- Q. tenuicupula
- Q. texana
- Q. thomsoniana
- Q. thorellii
- Q. tiaoloshanica
- Q. tinkhamii
- Q. tomentella
- Q. tomentosinervis
- Q. tonduzii
- Q. toumeyi
- Q. treubiana
- Q. trinitatis
- Q. tristis
- Q. trojana
- Q. tsinglingensis
- Q. tuberculata
- Q. tuitensis
- Q. tungmaiensis
- Q. turbinella
- Q. undata
- Q. urbanii
- Q. utilis
- Q. uxoris
- Q. vacciniifolia
- Q. valdinervosa
- Q. variabilis
- Q. vaseyana
- Q. velutina
- Q. verde
- Q. vestita
- Q. vicentensis
- Q. viminea
- Q. virginiana
- Q. vulcanica
- Q. wangsaiensis
- Q. welshii
- Q. wislizeni
- Q. wutaishanica
- Q. xalapensis
- Q. xanthoclada
- Q. xanthotricha
- Q. yingjiangensis
- Q. yiwuensis
- Q. yonganensis
- Q. yongchuniana